# Iosegun Lake
Iosegun Lake är en sjö i Kanada.   Den ligger i provinsen Alberta, i den centrala delen av landet, 3 100 km väster om huvudstaden Ottawa. Iosegun Lake ligger 771 meter över havet. Arean är 14,3 kvadratkilometer. Den sträcker sig 8,0 kilometer i nord-sydlig riktning, och 5,2 kilometer i öst-västlig riktning.
I omgivningarna runt Iosegun Lake växer i huvudsak blandskog. Trakten runt Iosegun Lake är nära nog obefolkad, med mindre än två invånare per kvadratkilometer.